# Такташ, Рафаэль
Рафаэль Такташ (тат. Рафаил Такташ; 26 января 1926, Казань — 19 февраля 2008, Ташкент) — искусствовед, доктор искусствоведения (1973), Заслуженный деятель искусств Узбекской ССР (1978), почетный академик Академии художеств Узбекистана (1997). Старший сын поэта Хади Такташа (1901—1931). С 1961 года работал в Ташкенте в Институте искусствознания имени Хамзы Хакимзаде Ниязи. Автор многочисленных трудов по изобразительному искусству Узбекистана, а также о творчестве современных (узбекских, латышских, казахских и др.) художников. Член Союза художников СССР.

## Биография
Родился 26 января 1926 года в Казани в семье поэта Хади Такташа и его первой жены, студентки рабфака Гульчехры Хамзиной. Уже в 1929 году семья распалась.
С 1930 года жил с матерью сначала в Березниках, затем в Соликамске. В 30-х годах проживал с отчимом в Ялте, а после с матертью переехал в Симферополь, где учился до шестого класса средней школы, а также посещал театральную студию для молодежи.
В 1939 году переехал с матерью в Узбекскую ССР, где был назначен помощником прокурора Ферганской долины, включавшей три области. В начале Великой Отечественной войны находился на отдыхе в санатории «Форос» в Крыму. В годы войны учился в Ферганской школе № 2. Окончил среднюю школу в Ташкенте.
Скончался в 2008 году в Ташкенте.

## Творчество
Способности к рисованию проявил очень рано, когда учился во втором и третьем классах. Посещал студию художников в Ялте. В годы Великой Отечественной войны, учась в школе в Фергане, посещал литературную студию при Дворце пионеров, писал стихи на татарском и русском языках, играл на музыкальных инструментах и рисовал. После окончания школы был принят в Ленинградскую среднюю художественную школу при эвакуированной в Самарканде Академии художеств. В феврале 1943 года Академия художеств и школа при ней переехали в город Загорск Московской области. Окончил два института: живописный факультет Московского государственного художественного института им. Сурикова (мастерская профессора П. Д. Покаржевского) и искусствоведческий факультет Ленинградского художественного института. Вернувшись в Ташкент, начал работать в области изобразительного искусства. Писал акварелью и масляными красками. Совершал творческие поездки в Самарканд, Бухару, Хорезм и другие древние города Средней Азии. Образцом для молодого художника стало творчество жившего в Ташкенте русского художника Александра Николаевича Волкова (1886—1957). Через некоторое время труд художника отошел на второй план и сместился в профессию искусствоведа-критика. Посещал все выставки, проходившие в Ташкенте, а также писал отзывы в городских газетах. С 1961 года работал в Ташкенте в Институте искусствознания имени Хамзы Хакимзаде Ниязи. Защитил диссертацию на соискание ученой степени доктора искусствоведения.
Опубликовано более 400 работ о творчестве современных (узбекских, латышских, казахских и других) художников.
Писал также (на русском языке) стихи. В течение 50 лет являлся постоянным автором журнала «Звезда Востока», принадлежащего органам Союза писателей Узбекистана.

## Награды
- Заслуженный деятель искусств Узбекской ССР (1978)
- почетный академик Академии художеств Узбекистана (1997)
- Орден «Эл-юрт Хурмати» (Узбекистан)
- Орден «Дружба» (Узбекистан)